# Heteronyx borealis
Heteronyx borealis är en skalbaggsart som beskrevs av Blackburn 1889. Heteronyx borealis ingår i släktet Heteronyx och familjen Melolonthidae. Inga underarter finns listade i Catalogue of Life.